# BeWelcome
BeWelcome er en gæstgivertjeneste (eng. hospitality exchange) på Internet. Brugerne af tjenesten kan tilbyde ubetalt gæstfrihed, normalt i form af en eller flere overnatninger, eller omvendt søge efter overnatningsmulighed hos en af de andre brugere. BeWelcome blev startet i 2007 og havde i begyndelsen af 2013 ca. 35.000 registrerede brugere. Et af tjenestens særkender i forhold til andre gæstgivertjenester er, at den drives af en almennyttig organisation og er baseret på fri software.

## Funktioner
Det er muligt at finde gæstgivere uden at være anmeldt som bruger. Til dette formål kan man bruge en søgefunktion med interaktivt landkort. Ved søgningen er der mulighed for at angive kriterier for bl.a. alder, sprogkundskab og stikord. Hver bruger har en profil (se screenshot til højre) på BeWelcome hvor der typisk er et brugerfoto, personlige oplysninger og praktiske oplysninger om hvad brugere kan (eller ikke kan) tilbyde overnattende gæster.

## Organisation
BeWelcome drives af den almennyttige forening BeVolunteer, der har sæde i Rennes, Frankrig. Foreningen koordinerer den frivilligt arbejdende community, der ikke kun består af foreningsmedlemmer. Det er fastsat i vedtægterne, af community'ens arbejde skal forblive anvendt til ikkekommercielle formål.
Softwaren bag projektet (BW-rox) er fri software under GNU GPL-licens og open source.

## Historie
Tjenesten blev startet i 2007 af community-medlemmer af en anden gæstgivertjeneste (Hospitality Club). Ifølge deres egen fremstilling var grunden, at de ikke var tilfredse med magtstrukturen hos Hospitality Club, som var koncentreret om grundlæggeren Veit Kühne. De grundlagde derfor BeVolunteer med formålet at skabe et demokratisk, transparent og ikkekommercielt organisatorisk grundlag for opbygningen af BeWelcome.